# Manuel de la Torre
Manuel Alejandro de la Torre Urbina (ur. 13 czerwca 1980 w mieście Meksyk) – meksykański piłkarz występujący na pozycji lewego obrońcy, obecnie zawodnik Tigres UANL.

## Kariera klubowa
De la Torre pochodzi ze stołecznego miasta Meksyk i jest wychowankiem akademii juniorskiej tamtejszego klubu Pumas UNAM. Do seniorskiej drużyny został włączony jako dziewiętnastolatek przez szkoleniowca Rafaela Amadora i w meksykańskiej Primera División zadebiutował 8 września 1999 w zremisowanym 0:0 meczu z Guadalajarą. Premierowego gola w najwyższej klasie rozgrywkowej strzelił natomiast 30 stycznia 2000 w wygranej 1:0 konfrontacji z Atlante. Początkowo pełnił jednak głównie funkcję rezerwowego i miejsce w wyjściowej jedenastce wywalczył sobie dopiero w styczniu 2002 roku, za kadencji trenera Hugo Sáncheza, lecz po upływie półtora roku został ponownie relegowany do roli alternatywnego gracza. Ogółem w Pumas spędził niemal pięć lat, jednak nie zdołał odnieść żadnego osiągnięcia zarówno na arenie krajowej, jak i międzynarodowej.
Wiosną 2004 De la Torre przeszedł do drużyny Deportivo Toluca, gdzie od razu został kluczowym zawodnikiem linii defensywnej. W jesiennym sezonie Apertura 2005 wywalczył z ekipą prowadzoną przez argentyńskiego szkoleniowca Américo Gallego swój pierwszy tytuł mistrza Meksyku, natomiast rok później, podczas rozgrywek Apertura 2006, zanotował wicemistrzostwo kraju, jednak tym razem będąc rezerwowym ekipy. W tym samym roku triumfował również w krajowym superpucharze – Campeón de Campeones, a także dotarł do finału najbardziej prestiżowych rozgrywek północnoamerykańskiego kontynentu – Pucharu Mistrzów CONCACAF. Po przyjściu do zespołu trenera José Manuela de la Torre odzyskał niepodważalne miejsce w pierwszym składzie, w sezonie Apertura 2008 osiągając kolejne mistrzostwo Meksyku. Trzeci tytuł mistrza kraju zanotował natomiast z Tolucą podczas wiosennych rozgrywek Bicentenario 2010. W sumie barwy Toluki reprezentował przez prawie dziesięć lat.
W połowie 2012 roku De la Torre udał się na wypożyczenie do drugoligowego zespołu Lobos BUAP z siedzibą w Puebli. Tam spędził kolejne sześć miesięcy, lecz pełnił jedynie rolę rezerwowego i nie zanotował żadnych sukcesów. W lipcu 2013 udał się na kolejne wypożyczenie, tym razem do najwyższej klasy rozgrywkowej, zasilając drużynę Tigres UANL z miasta Monterrey, prowadzoną przez swojego byłego szkoleniowca z Toluki, Ricardo Ferrettiego.
| Sezon     | Klub             | Kraj   | Rozgrywki  | Mecze | Bramki |
| --------- | ---------------- | ------ | ---------- | ----- | ------ |
| 1999/2000 | Pumas UNAM       | Meksyk | Liga MX    | 9     | 2      |
| 2000/2001 | Pumas UNAM       | Meksyk | Liga MX    | 14    | 0      |
| 2001/2002 | Pumas UNAM       | Meksyk | Liga MX    | 30    | 2      |
| 2002/2003 | Pumas UNAM       | Meksyk | Liga MX    | 40    | 0      |
| 2003/2004 | Pumas UNAM       | Meksyk | Liga MX    | 10    | 0      |
| 2003/2004 | Deportivo Toluca | Meksyk | Liga MX    | 21    | 2      |
| 2004/2005 | Deportivo Toluca | Meksyk | Liga MX    | 32    | 1      |
| 2005/2006 | Deportivo Toluca | Meksyk | Liga MX    | 43    | 3      |
| 2006/2007 | Deportivo Toluca | Meksyk | Liga MX    | 14    | 0      |
| 2007/2008 | Deportivo Toluca | Meksyk | Liga MX    | 26    | 0      |
| 2008/2009 | Deportivo Toluca | Meksyk | Liga MX    | 39    | 1      |
| 2009/2010 | Deportivo Toluca | Meksyk | Liga MX    | 42    | 1      |
| 2010/2011 | Deportivo Toluca | Meksyk | Liga MX    | 32    | 1      |
| 2011/2012 | Deportivo Toluca | Meksyk | Liga MX    | 22    | 0      |
| 2012/2013 | Lobos BUAP       | Meksyk | Ascenso MX | 1     | 0      |
| 2013/2014 | Tigres UANL      | Meksyk | Liga MX    |       |        |